# Karsai János
Karsai János (Pánd, 1945. február 1. –) magyar pantomimművész, koreográfus, színész, tanár.

## Életpályája
„…minden gesztusnak külön élete van…”

1966-ban amatőr előadóként kezdte. Színésznek készült, pályája a Pinceszínházban indult, Léner Péterhez és Kapás Dezsőhöz járt. Buster Keaton és Stan és Pan–filmek némajátéka nagy hatással voltak rá, 1968-ban kezdett el a pantomimmel foglalkozni. Kárpáthy Zoltán Hársfa utcai iskolájában tanult, a mimes technikán kívül táncot, vívást. 1970-ben lett hivatásos művész, mimos. Önállóestekkel lépett fel az Egyetemi Színpadon. 1974-ben megalapította első saját pantomimes csapatát Mimikri-Mim néven, amelynek tagjai: Karsai Gizella, Laczkó Vladimir és Pál Ferenc voltak. (A csapat hamarosan Karsai Pantomim Rt. néven lett országosan ismert.) Rendszeresen szerepelt például a Játékszínben, a Thália Színházban, a Körszínházban és Egerben az Agria Játékok előadásain is. Koreográfusként, mozgástervezőként, játékmesterként számos előadásban dolgozott. Fellépett külföldön is: Olaszországban, Moszkvában, Berlinben, Strasbourgban, Újvidéken, járt Prágában, Ladislav Fialkánál, bemutatót és előadást tartott a nemzetközi pantomimes munkafesztiválon Jerzy Grotowski és Henryk Tomaszewski városában, Wrocławban. Tanított az Almássy téri Szabadidőközpontban, a Pesti Magyar Színiakadémián, a Theatrum Színiakadémián, színjátszóknak mozgásgyakorlatokat oktatott. 
Volt felesége Karsai Gizella pantomimművész, oktató, énekes és dalszerző. Négy gyermekük közül ketten foglalkoznak előadóművészettel: Karsai Veronika pantomimművész, pedagógus, teatrológus és Karsai J. András színész, pantomim- és táncművész, énekes-dalszerző.

## Színházi szerepeiből
- Schwajda György: Hat fiú, hat lány... szereplő (Pinceszínház)
- Csukás István: Süsü a sárkány... Süsü (Vidám Színpad)
- Döbrentey Ildikó: A földigérő ház... Pantomimes (Játékszín)
- Heltai Gáspár: Magyar Dekameron... Dáma (Agria Játékok)
- Lengyel József: Levelek Arisztofanészhoz... szereplő (Thália Stúdió)
- Karagöz... Sirin vőlegénye (Körszínház)
- Ramajana... Rávana, démon király (Körszínház)
- Carlo Goldoni: A chioggiai csetepaté... Pantomim (Ódry Színpad)
- Graham Greene – Kazimir Károly – Ungvári Tamás: Csendes amerikai... Idős francia hölgy (Thália Színház)
- Takeda Izumo – Miyosi Sóraku – Namiki Szenrju: Csusingura... Bábfigura (Körszínház)
- Sławomir Mrożek: Vatzlav... közreműködő (Térszínház)
- Ezeregyéjszaka... szereplő (Thália Színház)
- Igazságshow... szereplő (Térszínház)

## Koreográfiáiból
- Katona Imre: Arisztophanész madarai (Universitas Együttes – Egyetemi Színpad, 1973)
- Jevgenyij Lvovics Svarc: Az elvarázsolt testvérek (Gárdonyi Géza Színház, 1988)
- Sütő András: Kalandozások Ihajcsuhajdiában (Gárdonyi Géza Színház, 1991)
- Samuel Beckett: Godot-ra várva (Gárdonyi Géza Színház, 1991)
- William Shakespeare: Szentivánéji álom (Gárdonyi Géza Színház, 1992)
- William Shakespeare: Tévedések vígjátéka (Gárdonyi Géza Színház, 1993)
- Carlo Collodi – Litvai Nelli: Pinokkió (Gárdonyi Géza Színház, 1992)
- Csukás István: Süsü, a sárkány (Vidám Színpad, 1982)
- Csukás István: Ágacska (Harlekin Bábszínház, 1992)
- Döbrentey Ildikó: A földigérő ház (Játékszín, 1979)
- Ion Luca Caragiale: Az elveszett levél (József Attila Színház, 1993)
- Illyés Gyula: Pathelin Péter prókátor (Gárdonyi Géza Színház, 1993)
- Peter Weiss: Mockinpott úr kínjai és meggyógyíttatása (Gárdonyi Géza Színház, 1993)
- Fazekas Mihály – Móricz Zsigmond – Solténszky Tibor: Lúdas Matyi (Gárdonyi Géza Színház, 1994)
- Kós Lajos: Bohócok (Harlekin Bábszínház, 1994)
- Raymond Queneau: Stílusgyakorlatok (Gárdonyi Géza Színház, 1994)
- Szigligeti Ede: Liliomfi (Gárdonyi Géza Színház, 1995) (Marosvásárhelyi Nemzeti Színház, Tompa Miklós Társulat, 2005)
- Sławomir Mrożek: Vatzlav (Térszínház, 2007)
- Kovács J. István: Faunok és nimfák (Térszínház, 2009)
- Kertész Lilly – Fábri Péter: Látogatók (Gárdonyi Géza Színház, 2010)
- Határ Győző: A ravatal (Térszínház, 2014)

## Rendezéseiből
- Meseház (Gergely Róberttel közösen – Aranytíz, 2005)
- Mimus Hungaricus („Mimus-mimes” Társulat, Térszínház, 2004)

## Önálló est
- Vallomás fehérben (A „Sámán mime” pantomim együttes szólistájaként; közr. Velez Olívia és Hodgyai Éva)
- Az élet bonyolult!? (A „Mimikri” pantomim együttessel)

## Filmek, tv
- Andersen álmok
- Pirx kalandjai (sorozat)

- Víkend a Marson (1973)
- Kis magyar burleszk (1979)
- Suli-buli (1982) ... Tanár
- Fürkész történetei (1983)
- Mimüveg (1986)
- Telemim (1986)
- Csepke (1987)
- Csepke világgá megy (1987)... Papa
- Bergendy – Süsü koncert (1994)
- Szimat Szörény, a szupereb (sorozat)

– Hermelin és naftalin (1988)
– Az énekmester (1988)
– A fejedelmi sonkacsont (1988)
– Szegény árvák (1988)
– Aranybolhák (1988)
– A cserbenhagyó (1990)
– Macskaszerelem (1990)
– A táncmester (1990)